# THE CONTE
『THE CONTE』（ザ・コント）は、フジテレビ系列で2022年から不定期放送（主に年2回放送）されているバラエティ番組及び特別番組。司会は、東京03とかまいたち。

## 概要
同局で年末に放送されている『THE MANZAI』に続く大型演芸番組として、『キングオブコント』といった賞レースなどの番組で優勝経験や決勝進出経験がある日本を代表する実力あるコント師が集結して、最も自信のあるコントを披露し合うコント番組。
本番組の司会は『キングオブコント』の2009年の王者である東京03と2017年の王者であるかまいたちの2組が担当している。また、東京03にとってフジテレビ系列のバラエティ番組で司会を担当するのは本番組が初となる。
また、本番組の特徴としては他のネタ番組では3 - 5分程度のネタ時間に対して、基本的に1組が10分前後の長尺のコントを披露している。

## 放送リスト
第1回
- サンドウィッチマン「キャンプ」
- 空気階段「催眠」
- バイきんぐ「飲み会」
- ライス「雷」
- かもめんたる「I 脳 YOU.」
- ゼンモンキー「アウトドアショップ」※
- しずる「教育」
- チョコレートプラネット「推理」
- 東京03「アイデアマン」
- ロッチ「罪と罪」
- アンガールズ「人生観」
- ザ・マミィ「ディープキス」
- シソンヌ「天ぷらにする？」
- かまいたち「告発」
- ゾフィー「オーラの告白」

第2回
- サンドイッチマン「ビジネスホテル」
- さらば青春の光「オレオレ」
- チョコレートプラネット「レーザートラップ」
- ジャングルポケット「天才」
- ハナコ「家カフェ」
- かもめんたる「朝の情報番組」
- ザ・マミィ「デモ」
- 東京03「顔合わせ」
- ビスケットブラザーズ「校長と生徒会長」
- 天才ピアニスト「防犯訓練」
- 青色1号「面接」※
- ニューヨーク「会社の上司」
- ゼンモンキー「踏切」
- 空気階段「リコーダー」
- わらふぢなるお「ハンコ屋さん」
- かまいたち「友達」

第3回
- チョコレートプラネット「もしもピアノが弾けたなら」
- ロッチ「お約束」
- ハナコ「終わる靴屋さん」
- ジャルジャル「音楽の補修授業」
- さらば青春の光「野球人生」
- かが屋「千羽鶴」
- かまいたち「絵描き」
- 東京03「いつも通り」
- レインボー「コンビニ」※
- ラバーガール「保育園」
- ニューヨーク「イケメンボーカルユニット」
- ロングコートダディ「あくまで提案」
- ライス「名産」
- 青色1号「居酒屋」
- 空気階段「島の方言」
- Aマッソ「交差点」

第4回
- サンドウィッチマン「町工場」
- ニューヨーク「KAITO」
- アンガールズ「老後の楽しみ」
- ハナコ「監視業務」
- ザ・マミィ「サトル」
- 男性ブランコ「引越しの挨拶」
- 東京03「アドリブ」
- チョコレートプラネット「爆弾処理」
- サルゴリラ「催眠術」
- カゲヤマ「カジノ」
- バイきんぐ「BLACK」
- レインボー「お持ち帰り」
- かもめんたる「カミングアウト」
- わらぶちなるお「ナポリタン」
- 中川家「自転車のおばちゃんとおばちゃん」
- さらば青春の光「終電」

第5回
- チョコレートプラネット「いいんすか？」
- ハナコ「犯人はお前だ！」
- アンガールズ「完全なる愛」
- ジャルジャル「救急病院」
- ザ・マミィ「二者面談」
- ニューヨーク「メンズアイドル」
- かもめんたる「自転車撤去」
- かまいたち「ストリートスナップ」
- 東京03「情」
- ダウ90000「人形劇」
- バイきんぐ「バンドマン」
- 空気階段「希望ヶ丘高校新聞部」
- ぎょねこ「円周率」
- 男性ブランコ「タイムトラベラー」
- や団「正義」
- さらば青春の光「ハイアンドロー」

第6回
- サンドウィッチマン「ゴルフショップ」
- チョコレートプラネット「変身」
- ハナコ「タメ口」
- ラブレターズ「ある晴れた日の午後」
- かが屋「保護フィルム」
- ザ・マミィ「音効アトラクション」
- ニューヨーク「田舎の社長」
- 東京03「ノンキャリア」
- バイきんぐ「工場」
- ラランド「食堂おもひで」
- かまいたち「お見合い」
- ダウ90000「大親友」
- ジャルジャル「ホームパーティー」
- 忠犬立ハチ高「国会答弁」
- ファイヤーサンダー「養成所」
- ビスケットブラザーズ「マモルくんと姫川さん」

※は『THE CONTEへの道』優勝者

## 出演者

### 司会
- 東京03（飯塚悟志・豊本明長・角田晃広）
- かまいたち（山内健司・濱家隆一[5]）

### ナレーション
- 満島ひかり1〜5回
- 波瑠 6回

## 事前番組
本編の放送前に『THE CONTEへの道』のタイトルで放送される。この番組で優勝の1組が本編へ出演する（THE MANZAI マスターズと同様）。出場条件は結成8年以内。司会はあべこうじと小室瑛莉子。

### 出演者

#### 司会
- あべこうじ
- 小室瑛莉子（フジテレビアナウンサー）

#### 芸人
第1回
- ウーパーアッパー、オフローズ、カカロニ、金の国、コンピューター宇宙、ゴエモン、さや香、11月のリサ、スパイシーガーリック、スピーディーハンター、ゼンモンキー、そいつどいつ、竹内ズ、TCクラクション、ドンデコルテ、ニモテン、春とヒコーキ、ピュート、モシモシ、ロックス

第2回
- 青色1号、嬉しい朝、黄金の桜、cacao、金の国、さすらいラビー、11月のリサ、ジャックポット、Gパンパンダ、大自然、竹内ズ、たらちね、チェリー大作戦、TCクラクション、ドンデコルテ、ハイツ友の会、バッテリィズ、バローズ、プール、ママタルト

第3回
- えびしゃ、おーしゃんず、カーステレオミュージック、cacao、四天王、Gパンパンダ、11月のリサ、センチネル、タニャロー、チェリー大作戦、ツンツクツン万博、ハイツ友の会、バローズ、プール、骨付きバナナ、ママタルト、モシモシ、レインボー

## 放送日程

### 本編
|       | 放送日                  | 放送時刻      | 放送枠               | 参考 |
| ----- | ----------------------- | ------------- | -------------------- | ---- |
| 第1回 | 2022年8月7日（日曜日）  | 20:00 - 21:54 | なし                 |      |
| 第2回 | 2023年1月28日（土曜日） | 21:00 - 23:10 | 『土曜プレミアム』枠 |      |
| 第3回 | 2023年7月29日（土曜日） | 21:00 - 23:10 | 『土曜プレミアム』枠 |      |
| 第4回 | 2024年1月20日（土曜日） | 21:00 - 23:10 | 『土曜プレミアム』枠 |      |
| 第5回 | 2024年11月2日（土曜日） | 21:00 - 23:10 | 『土曜プレミアム』枠 |      |
| 第6回 | 2025年3月15日（土曜日） | 21:00 - 23:10 | 『土曜プレミアム』枠 |      |

### 事前番組
|       | 放送日        | 放送時刻      | 参考 |
| ----- | ------------- | ------------- | ---- |
| 第1回 | 2022年8月6日  | 13:30 - 14:55 |      |
| 第2回 | 2023年1月28日 | 16:30 - 17:25 |      |
| 第3回 | 2023年7月29日 | 15:30 - 17:00 |      |

## スタッフ

### 第6回現在
- ナレーター：波瑠（第6回）/ 小室瑛莉子（フジテレビアナウンサー）
- 制作統括(第5回-)：石川綾一（フジテレビ、第5回-、第1-4回はCP）
- 構成：山内正之、長谷川優、安斎友朗
- TP：勝村信之（フジテレビ）
- TM：鈴木達雄
- SW：矢代祐一（第1-4,6回）
- CAM：新美高志
- VE：齋藤雄一（第1,6回）
- AUD：松本良道（第5回-）
- 照明：藤沢勝
- 美術プロデューサー：平井秀樹（フジテレビ）
- デザイン：鈴木賢太（フジテレビ）
- アートコーディネーター：村瀬大
- 装飾：岡田寿也（第2回-）
- 大道具：松本達也、山本和成
- アクリル装飾(第2回-)：鈴木竜（第2回-）
- 電飾：熊田裕衣子
- 布装飾：西村怜子
- 衣装：岡田夏海（第1-4,6回）
- 持道具：照井愛実（第5回-）
- メイク：小林希（第6回）
- 床山(第6回)：俵木和美（第6回）
- LED：上福更記
- CG制作：和田真弥
- 編集：大島洋介（第6回）
- MA：岡村奈央（第1-4,6回）
- 音響効果：高津浩史、佐伯綾乃
- 技術協力：ニューテレス、fmt、Eno STUDIO、casinodrive、インターナショナルクリエイティブ（インター→#3,5-）
- 美術協力：フジアール
- 音楽：GENTLE FOREST JAZZ BAND
- 制作協力：吉本興業、FCC、クラフト
- TK：水越理恵
- デスク：佐々木紗華（第5回-）
- 編成：前田泰成（フジテレビ、第4回-）
- 広報：小山雅浩（フジテレビ、第5回-）
- FD：陶山春花（フジテレビ、第2,5回-）、坂根佑哉（第2回-）、大場貴幸（第3回-）、近藤榛香（第5回-）
- AP：土田香織（吉本興業、第4回-）、丸山由衣（第5回-、第4回は川野名義）、木村実咲希（第6回）
- 協力プロデューサー(第6回)：五十嵐剛（フジテレビ、第6回）
- ディレクター：玉置遼（フジテレビ、第2回-）、広瀬陽一（ピコパンチ、第1回-）、佐藤一輝（第1回-）、津宏典（第1回-）、高瀬康宏（FCC、第1回-）、斎藤ノエル龍佑（クラフト、第2回-）、秋山務（第1,3回-）、才藤仁（吉本興業、第1回-）、金城和彦（b-DASH、第3回-）、渡邊祥子（第5回-）、中森達也（第4回-、第2,3回はFD）、大和田祐人（第5回-、第1-4回はFD）、林竜作（第3,5回-）、小原麗未（第5回-、第1回はFD）/ 名城ラリータ（FCC）、渡辺資（クラフト）（名城・渡辺→第3回-、第1,2回は演出）
- 総合演出：角山僚祐（フジテレビ、第3回-、第1,2回は演出）
- プロデューサー：大川友也（フジテレビ、第5回-）、富永衣里子（吉本興業、第1回-）、高橋洋子（クラフト、第1回-）、小林靖子（エスエスシステム、第1回-）、湯田遥水（HiHo-TV、第2回-、第1回はAP）
- チーフプロデューサー：日置祐貴（フジテレビ、第5回-、第1,2回は総合演出、第3,4回はプロデューサー）
- 制作：フジテレビ編成総局バラエティ制作局バラエティ制作センター（第5回-、第1-4回は編成制作局）
- 制作著作：フジテレビ

### 過去のスタッフ
- ナレーター：満島ひかり（第1,2,4,5回）、中村光宏・杉原千尋（フジテレビアナウンサー、中村・杉原→第2回）
- SW：上田軌行（第5回）
- VE：武田和浩（第2-5回）
- AUD：高橋幸則（第1,4回）、小清水健治（第2,3回）
- 照明：安藤雄郎（第1回）
- 装飾：門間誠（第1回）
- 衣装：神谷陽詩（第5回）
- 持道具：張替優奈（第1-3回）、鎌形奈津菜（第4回）
- メイク：大友麻衣子（第1回）、網野もたる（第2回）、藪西智美（第3回）、下地可純（第4回）、藤田真央（第5回）
- 編集：塩原拓弥（第1回）、小口夏樹（第2,4,5回）、野殿宗一郎（第3回）
- MA：鈴木久美子（第5回）
- 技術協力：マルチバックス（第1,2回）
- デスク：山崎尚美（第1-4回）
- 編成：加藤愛理（フジテレビ、第1-3回）
- 広報：小穴浩司（フジテレビ、第1-4回）
- 営業(第2回)：安部花恵（フジテレビ、第2回）
- 校閲(第2回)：タイトルアート（第2回）
- FD：櫻井佑（第2回）、古庄優香（フジテレビ、第2-4回）、田中ゆいな（第3回）、岸本祐佳、鈴木安悠花（共に第4回）
- AP：中井謙吾（吉本興業、第2,3回、第1回はプロデューサー）
- ディレクター：幸田拓也、渡辺恭平（フジテレビ）（共に第1回）、岩﨑陽介（吉本興業、第1,2回）、内田葵、井上美由（共に第2回）、岩橋佑、宇佐美慧太（宇佐美→フジテレビ、第3回）
- プロデューサー：太田秀司（フジテレビ、第2-4回）